# سد العقرب
سد العقرب أحد سدود الطائف التاريخية.

## الوصف
يقع السد شمال مدينة الطائف وشرق الحوية على مقربة من مستوطنة أثرية مندثرة٬ ويمتد من الاتجاه الشمالي الغربي إلى الاتجاه الجنوبي الشرقي٬ طوله مئة وثلاثة عشر مترًا٬ وارتفاعه أربعة أمتار٬ وعرضه خمسة أمتار٬ ويتميز بوجود فتحة لتصريف المياه اتساعها 0.80 متر بها قناة عرضها 0.5 متر. وهذا السد من طراز السدود ذات الجدارين٬ وذات الواجهة المتدرجة٬ وهو من السدود التي بنيت في العصر الأموي.